# Shiselweni II
Shiselweni II – inkhundla w dystrykcie Shiselweni w Królestwie Eswatini. 
Według spisu powszechnego ludności z 2007 roku, Shiselweni II miało powierzchnię 303 km² i zamieszkiwało je 26 067 mieszkańców. Dzieci i młodzież w wieku do 14 lat stanowiły ponad połowę populacji (13 816 osób). W całym inkhundla znajdowało się wówczas szesnaście szkół podstawowych i jedna placówka medyczna.
W 2007 roku Shiselweni II dzieliło się na siedem imiphakatsi: Embheka, Mahlalini, Makhwelela, Mbabala, Mkhitsini, Mphangisweni i Sikhotseni. W 2020 roku Shiselweni II składało się z dziewięciu imiphakatsi: Mahlalini, Makhwelela, Mathendele, Mbabala, Mbangweni, Mbeka, Mkhitsini, Mpangisweni i Sikhotseni. Przedstawicielem inkhundla w Izbie Zgromadzeń Eswatini był wówczas Strydom Mpanza.